# Zababa
Zababa (akkadiska: dza-ba4-ba4) var i mesopotamisk mytologi en krigsgud som var staden Kishs beskyddare.
De egenskaper som främst förknippades med Zababa var styrka och tapperhet i strid. Epitetet "stenkrossaren" framhäver hans skräckinjagande natur. På ett liknande sätt var Zababaporten i Babylon känd som "Den hatar dess angripare".
I enlighet med sin krigiska natur associeras Zababa med lejonet och den lejonhövdade klubban, symboler han delar med andra krigargudomar som Ninurta, Ningirsu och Ishtar. På modeller av stridsvagnar i terrakotta avbildas han som en man som bär en klubba eller skjuter pilbåge. På kudurrureliefer representeras han av en örnhövdad stav. På Babyloniska gränsstenar är hans symbol ett gam- eller örnhuvud.
Zababa nämns som son till Assur, dock relativt sällan. Gudinnan Baba anges ofta som hans fru. Han nämns också som Ishtars gemål. Hopparningen med Ishtar, som utöver att vara en kärleksgudinna också var en krigsgudinna, kan dock bero på deras gemensamma krigiska natur. I inskriptioner gjorda under Sargon av Akkad har Zababa identifierats med guden Ilaba, Sargon presenterade den senare som sin personlige gud och likställde de två efter sin erövring av Kish.
De tidigaste spåren av dyrkan av Zababa är från tidig dynastisk tid. Kish var Zababas stad även om en inskription av den gammalbabyloniska kungen Samsu-iluna namnger både Zababa och Ishtar som stadens främsta gudar. Hans heliga byggnader i Kish byggdes om av flera kungar, bland annat Sumu-lael, Samsu-iluna och Hammurabi. Efter den gammalbabyloniska tiden sjönk Kish i betydelse och byggnaderna förföll, Zababas tempel räddades dock av Kurigalzu under den kassitiska dynastin. Under det första årtusendet f.Kr. avslöjar en byggnad med en inskription av Nebukadnessar II ytterligare en fas av restaurering. Ett tempel till Zababa byggdes i Ur av Warad-Sin under den gammelbabyloniska perioden. Zababa hade också ett tempel i Uruk och en plats i Ešarratemplet i Assur under den nybabyloniska perioden.
Namnet Zababa användes som logogram för den hettitiska krigsguden, vars hattiska namn var Wurunkatti. Denna gud hade också samma attribut, lejonet och klubban.